# Special Olympics Ägypten
Special Olympics Ägypten (englisch Special Olympics Egypt) ist der ägyptische Verband von Special Olympics International mit Sitz in Gizeh. Ziel des Verbandes ist, das ganze Jahr über Sport für Kinder und Erwachsene mit geistiger Beeinträchtigung und Mehrfachbeeinträchtigung anzubieten, damit sie körperlich fit sind, ihren Mut zeigen können und Freundschaften zu anderen Athleten und Mitgliedern ihrer Gemeinden knüpfen können. Außerdem betreut der Verband die ägyptischen Athletinnen und Athleten bei den internationalen Special Olympics Wettbewerben.

## Geschichte
Special Olympics Ägypten wurde 1995 gegründet.
Im Januar 2020 richtete der Verband die ersten Panafrikanischen Special Olympics Games in Kairo aus, an denen 800 Athletinnen und Athleten aus 42 Ländern teilnahmen.

## Aktivitäten
Im Jahr 2016 waren bei dem Verband 39861 Athletinnen, Athleten und Unified Partner sowie 1886 Trainer registriert.
Special Olympics Ägypten bietet folgende Sportarten an: Badminton, Basketball, Boccia, Bowling, Floor Hockey, Fußball, Gymnastik, Handball,  Kraftdreikampf, Leichtathletik, Radsport, Reiten, Schneeschuhlaufen, Schwimmen, Tischtennis und Tennis. Bei den World Summer Games 2019 entsendete der Verband auch eine Sportlerin und einen Sportler zur Disziplin Roller Skating. Zu den Weltspielen 2023 in Berlin werden auch ägyptische ID-Judokas anreisen, um an den Wettbewerben teilzunehmen.
Der Verband nimmt an zwei Programmen von Special Olympics International teil, nämlich an Athlete Leadership und Young Athletes.

### Teilnahme an vergangenen Weltspielen
- 1991 Special Olympics World Summer Games, Minnesota, USA
- 1995 Special Olympics World Summer Games, Connecticut, USA (26 Athletinnen und Athleten)
- 1999 Special Olympics World Summer Games, North Carolina, USA (36 Athletinnen und Athleten)
- 2003 Special Olympics World Summer Games, Dublin, Irland (72 Athletinnen und Athleten)
- 2005 Special Olympics World Winter Games, Nagano, Japan (4 Athletinnen und Athleten)
- 2007 Special Olympics World Summer Games, Shanghai, China
- 2011 Special Olympics World Summer Games, Athen, Griechenland
- 2015 Special Olympics World Summer Games, Los Angeles, USA (61 Athletinnen und Athleten)
- 2017 Special Olympics World Winter Games, Graz-Schladming-Ramsau, Österreich (20 Athletinnen und Athleten)[5]
- 2019 Special Olympics, World Summer Games, Abu Dhabi, Vereinigte Arabische Emirate (69 Athletinnen und Athleten)[3]
- 2025 Special Olympics World Winter Games, Turin, Italien (6 Athletinnen und Athleten)[6]

### Teilnahme an den Special Olympics World Summer Games 2023 in Berlin
Special Olympics Ägypten nahm an den Special Olympics World Summer Games 2023 in Berlin teil. Dem Team gehörten 69 Athletinnen und Athleten sowie 37 Trainer an. Die Delegation wurde vor den Spielen im Rahmen des Host Town Program von Essen betreut. Das Team gewann bei diesen Weltspielen 15 Gold-, 13 Silber- und 19 Bronzemedaillen.